# 奪命提示
《奪命提示》（英語：Anonymous Signal），是香港電視廣播有限公司拍攝製作的動作懸疑劇，監製文偉鴻。2025年3月17日在翡翠台播出。演員包含陳山聰、劉穎鏇、張振朗、劉佩玥、林子善、丁子朗、郭柏妍、樊亦敏等。首播收視率達到21.4，是當時兩線劇的收視冠軍。

## 劇情
人工智能「Julie」所發出的神秘訊息接續由郭柏飛、溫嘉莉、招俊朗、姜曦文、劉力、方子超、商雙及蔣佳成等人收到。為了處理命案而整併2組成員成立神秘訊息情報科。

## 劇中用詞
用語
此劇飾演警察的藝人，當下屬稱呼上司時，多用「長官」，而非以往的「Sir」或「Madam」。再者，如果下屬收到上司指令，以往通常會答「Yes Sir」，但在此劇則變成「有」或「是，長官」。監製文偉鴻解釋實香港警隊其實很久前已經轉用「長官」作為敬語。翻查資料顯示，其实并不是很久之前，而是在2022年7月1日開始，也就是在两年半之前開始，警員在回應上司提問時所用敬語，不再是英語「Yes，Sir！」，而是以粵語回答：「是，長官！」。
薩卡比亞
薩卡比亞是此劇中虛構的國家，多戰爭，民眾生活困苦且犯罪率高，多犯罪集團，出走的民眾亦於世界各地犯下命案。
K3PC
K3PC，是此劇中第三單元的虛構鹼金屬，遇水後能產生助燃作用甚至爆炸。

## 收視

### 每周收視列表
| 集數  | 日期                  | 电视平均直播收視率 | 跨平台直播最高收視率 | 備註 |
| 1-5   | 2025年3月17日-3月21日 | 19.4點             | 21.4點               |      |
| 6-10  | 2025年3月24日-3月28日 |                    | 21.7點               |      |
| 11-15 | 2025年3月31日-4月4日  |                    | 22.1點               |      |
| 16-20 | 2025年4月7日-4月11日  |                    | 20.9點               |      |
| 21-25 | 2025年4月14日-4月18日 | 19.0點             | 21.4點               |      |
| 26-30 | 2025年4月21日-4月25日 | 21.0點             | 23.0點               |      |
| 全劇  | 全劇                  | 19.6點             | 21.7點               |      |

## 註解
1. ↑  詳細資訊另閱TVB的劇情簡介及演員名單[1]

## 外部連結
- 《奪命提示》myTV SUPER線上看
- 《奪命提示》最新消息 - Instagram （页面存档备份，存于）
- 《奪命提示》神秘訊息 偵破奇案 - TVB Weekly （页面存档备份，存于）
- 豆瓣电影上《奪命提示》的資料 （简体中文）